# Zaraa Raouafi
Zaraa Raouafi – tunezyjska zapaśniczka walcząca w stylu wolnym. Zdobyła trzy medale na mistrzostwach Afryki w latach 1996-1998. Mistrzyni Afryki juniorów w 2006 roku.